# 鋒山亘
鋒山 亘（ほこやま わたる / Wataru Hokoyama はアメリカ合衆国カリフォルニア州ロサンゼルス市在住の日本人作曲家。ハリウッド映画やビデオゲーム等に作曲を提供。1974年生まれ、福島県会津若松市出身。

## 概要
16歳で渡米し、インターローケン・アーツ・アカデミーに留学。クリーブランド音楽院卒業。南カリフォルニア大学大学院にてエルマー・バーンスタイン、クリストファー・ヤングに師事する。ディーヴォ(DEVO) のフロントマン：マーク・マザーズボーと共に、ハリウッド超大作の音楽に作曲を提供している。

## 作品
映画
インターネット・ムービー・データベース参照　
ゲーム作品
- 2008年 - AFRIKA
- 2009年 - バイオハザード5-編曲・指揮
- 2011年 - Kinect: ディズニーランド・アドベンチャーズ
- 2013年 - SOUL SACRIFICE
- 2013年 - KNACK
- 2014年 - SOUL SACRIFICE DELTA
- 2021年 - ラチェット&クランク パラレル・トラブル

## 受賞
- 2008年（米）ハリウッド・ミュージック・アワード - 「AFRIKA」ベスト・スコア（ゲーム音楽部門）受賞
- 2009年
  - （スペイン）ウベダ映画音楽祭 - ベスト・オリジナル・スコア（ベーム音楽部門）
  - （米）ゲームオーディオ・ネットワーク・ギルド賞 - 新人賞 / ベストオリジナル・インストゥルメンタル賞 / ミュージック・オブ・ザ・イヤー賞
- 2021年（米）ハリウッド・ミュージック・イン・メディア・アワード - 「ラチェット＆クランク：パラレル・トラブル」ベスト・スコア（ゲーム音楽部門）受賞